# Yuriy Stepanov
Pour les articles homonymes, voir Stepanov.
Yuriy Stepanov (né le 30 août 1932 à Leningrad et mort le 13 septembre 1963 dans cette même ville) est un athlète soviétique, spécialiste du saut en hauteur.

## Biographie
Il se classe cinquième de la finale du saut en hauteur des Championnats d'Europe de 1954 avec 1,93 m. Auteur le 16 juin 1957 d'un nouveau record d'URSS avec 2,09 m, Iouri Stepanov franchit le 13 juillet 1957 une barre à 2,16 m lors du meeting de Leningrad, améliorant d'un centimètre la meilleure marque mondiale de l'Américain Charles Dumas. Surpris par la progression soudaine de cet athlète, des journalistes européens font état de clichés montrant une semelle du soviétique anormalement épaisse. Cette semelle de trois à quatre centimètres, située sous la chaussure du pied d'appel, s'avère faciliter l'impulsion du sauteur, faisant ainsi office de tremplin miniaturisé.
En 1958, l'IAAF décide d'interdire ces semelles compensées en fixant une épaisseur maximale ne devant pas dépasser un demi-pouce, soit 12,7 mm. Le record du monde de Iouri Stepanov n'est cependant pas invalidé en raison de la non-rétroactivité des règlements. Il termine sixième des Championnats d'Europe de 1958 avec un saut à 2,06 m.
Il se suicide en 1963 à Leningrad à l'âge de 31 ans sans que les autorités soviétiques ne confirment ou n'infirment l'information.

## Sources
- Robert Parienté et Alain Billouin, La Fabuleuse Histoire de l'athlétisme, Paris, Minerva 2003